# Jon Øigarden
Jon Øigarden (* 31. Mai 1971 in Oslo) ist ein norwegischer Schauspieler.

## Leben
Jon Øigarden wuchs in Oslo auf und wurde an der Statens teaterhøgskole ausgebildet, die er 1996 abschloss. Nachdem er zunächst vor allem in Humorprogrammen auftrat, gilt er mittlerweile als Charakterdarsteller und ist häufig in der Rolle des Antagonisten zu sehen. Für seine Rolle in Der Wolf wurde er 2012 mit dem Amanda-Preis für die beste männliche Nebenrolle ausgezeichnet.

## Filmografie (Auswahl)
- 1998: Der Tod hat eine Postleitzahl (1732 Høtten)
- 1999: Sofies Welt (Sofies verden)
- 2000: Dykaren
- 2005: 37 og et halvt
- 2006: Genosse Pedersen
- 2007: Berlinerpoplene (Fernsehserie, 6 Episoden)
- 2008: Kurt blir grusom
- 2010: Norwegian Ninja (Kommandør Treholt & Ninjatroppen)
- 2010: Den unge Fleksnes
- 2010: Ein Mann von Welt (En ganske snill mann)
- 2011: King Curling – Blanke Nerven, dünnes Eis (Kong Curling)
- 2011: Der Wolf – Geschäft mit dem Tod (Varg Veum – I mørket er alle ulver grå, Fernsehreihe)
- 2013: Der Halbbruder (Halvbroren, Fernsehserie, 6 Episoden)
- 2013: Lilyhammer (Fernsehserie, 2 Episoden)
- 2014: Einer nach dem anderen (Kraftidioten)
- 2014: Käpt’n Säbelzahn und der Schatz von Lama Rama (Kaptein Sabeltann og skatten i Lama Rama)
- 2014–2016: Mammon (Fernsehserie, 14 Episoden)
- seit 2016: Norsemen (Vikingane, Fernsehserie)
- 2018: 22. Juli (22 July)
- 2019–2023: Exit (Fernsehserie)
- 2019: Kommissar Wisting (Wisting, Fernsehserie, 4 Episoden)
- 2020: Betrayed (Den største forbrytelsen)
- 2022: Ein Sturm zu Weihnachten (A Storm for Christmas, Miniserie, 6 Episoden)